# Colin O’Donoghue
Colin Arthur Geoffrey O’Donoghue  (ur. 26 stycznia 1981 w Droghedzie, w prowincji Leinster, w hrabstwie Louth) – irlandzki aktor telewizyjny, filmowy i teatralny.

## Życiorys

### Wczesne lata
Urodził się i wychował w Droghedzie, w prowincji Leinster, w hrabstwie Louth, w rodzinie rzymskokatolickiej jako syn Mary i Cona O’Donoghue. Początkowo uczęszczał do Dundalk Grammar School, a następnie do irlandzkiej szkoły dramatycznej The Gaiety School of Acting w Dublinie, którą ukończyli także m.in. Olivia Wilde, Stuart Townsend, Flora Montgomery i Aidan Turner. W wieku 16 lat udał się do Paryża, gdzie przez miesiąc pobierał lekcje języka francuskiego.

### Kariera
Mając dwadzieścia lat zadebiutował na szklanym ekranie rolą Rowe’a w jednym z odcinków miniserialu BBC Buntownicze serce (Rebel Heart, 2001) z Jamesem D’Arcy i Liamem Cunninghamem. Rok potem za rolę Normana Questeda w teledramacie Do domu na święta (Home for Christmas, 2002) otrzymał nagrodę Irish and Television Award.

## Życie prywatne
W 2009 Colin poślubił Helen, nauczycielkę. Są razem odkąd skończyli 18 lat. Mają dwójkę dzieci: syna i córkę.

## Filmografia

### Filmy
- 2000: Call Girl (film krótkometrażowy) jako Brandon
- 2002: Do domu na święta (Home for Christmas, TV) jako Norman Quested
- 2006: 24/7 (film krótkometrażowy) jako Nick
- 2009: The Euthanizer (film krótkometrażowy) jako Ben
- 2009: Dzikie grudnie (Wild Decembers) jako młody strażnik
- 2011: Rytuał (The Rite) jako Michael Kovak

### Seriale TV
- 2001: Buntownicze serce (Rebel Heart) jako Rowe
- 2004: Miłość to używka (Love is the Drug) jako Peter
- 2005: Fair City jako Emmett Fitzgerald
- 2005: Dowód (Proof) jako Jamie
- 2006−2008: Klinika (The Clinic) jako Conor / Conor Elliott
- 2009: Dynastia Tudorów (The Tudors) jako książę Filip z Bawarii
- 2012−2017: Dawno, dawno temu (Once Upon a Time) jako Killian Jones „Koapitan Hook”
- 2017−2018: Dawno, dawno temu (Once Upon a Time) jako kapitan Hook (Świat Życzenia)/Rogers